# Angolanos brancos
Os angolanos brancos são descendentes de populações coloniais europeias, principalmente de Portugal. A grande maioria dos colonos brancos em Angola é de ascendência portuguesa, tanto na época colonial como atualmente. Os alemães e os africânderes estabeleceram-se na parte sul de Angola, com os alemães concentrados em Moçamedes e Benguela e os africanos concentrados na província da Huíla. A maioria dos africânderes e alemães partiu para a Namíbia e África do Sul em 1975. Até 1975 havia uma escola de língua alemã em Benguela chamada Deutsche Schule Benguela. Russos, ucranianos, polacos e brasileiros brancos também constituem a população.
Atualmente, os brancos são um grupo étnico minoritário em Angola, representando mais de 1% da população do país. A população branca fala geralmente português.
A maioria dos angolanos brancos é de ascendência portuguesa. Alguns são de origem alemã e holandesa.

## Angolanos brancos notáveis
- Maria Eugénia Neto, Primeira Dama de Angola (1975-1979)
- Ruth Lara, Primeira Dama de Angola (1979)
- Pepetela, escritor
- Iko Carreira, militar e diplomata
- António Pinto Pereira, político
- João Ricardo, futebolista
- Paulo Figueiredo, futebolista
- Pedro Pinotes, nadador
- Salvador Gordo, nadador
- David Carmo, futebolista